# Nelson Dingley

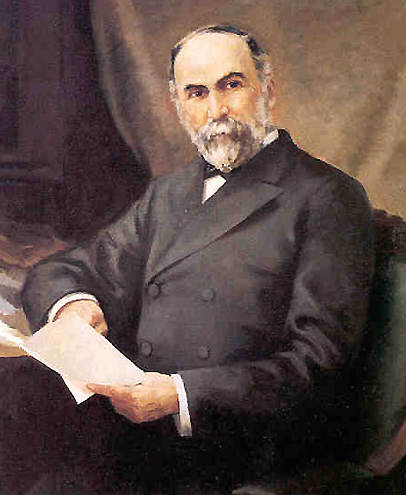
Nelson Dingley

Edward Nelson Dingley Jr. (* 15. Februar 1832 in Durham, Maine; † 13. Januar 1899 in Washington, D.C.) war ein US-amerikanischer Politiker und von 1874 bis 1876 Gouverneur von Maine. Außerdem vertrat er diesen Bundesstaat als Abgeordneter im US-Repräsentantenhaus.

## Frühe Jahre
Nelson Dingley besuchte das Waterville Seminary, das Waterville College und bis 1855 das Dartmouth College. Nach einem anschließenden Jurastudium wurde er 1856 als Anwalt zugelassen. Er hat diesen Beruf aber niemals ausgeübt. Stattdessen engagierte er sich im Pressewesen. Er erwarb die Zeitung „Lewiston Evening Journal“, die er über 20 Jahre lang herausgab. Zwischen 1862 und 1873 war er mit einigen Unterbrechungen Abgeordneter im Repräsentantenhaus von Maine. In den Jahren 1863 und 1864 war er dessen Präsident. Im Jahr 1873 wurde er als Kandidat seiner Republikanischen Partei zum neuen Gouverneur von Maine gewählt.

## Gouverneur von Maine
Dingley amtierte zwischen dem 7. Januar 1874 und dem 5. Januar 1876 als Gouverneur. In dieser Zeit wurde die Bildungspolitik verbessert. Außerdem wurde die Frage eines Alkoholverbots in Maine neu diskutiert und entsprechende Gesetze vorbereitet. Auch die Unternehmersteuer für größere Gesellschaften und die Eisenbahnen wurde reformiert. Nach dem Ende seiner Amtszeit widmete sich Dingley wieder seinen journalistischen Interessen. In den Jahren 1876 und 1880 war Dingley Delegierter auf den Republican National Conventions. 1881 wurde er in den US-Kongress gewählt, wo er bis zu seinem Tod am 13. Januar 1899 verblieb. Im Jahr 1898 gehörte er einer internationalen Kommission zur Festlegung der kanadischen Grenze zu Alaska an. Im Kongress war Dingley in mehreren Ausschüssen vertreten. Er war mit Salome McKenney verheiratet, mit der er fünf Kinder hatte.